# Церква Михайла Архангела (Ростов-на-Дону)
Церква Михайла Архангела (рос. Церковь Михаила Архангела) — православний храм, побудований 1894 року в Ростові-на-Дону за образом і подобою храму-пам'ятника в Бірках. Перебував на території Миколаївської міської лікарні. В радянський час храм було закрито і до початку 1960-х років повністю знесено.

## Історія
Першу дерев'яну церкву Михайла Архангела в Ростові-на-Дону, імовірно, побудували між 1762 і 1764 роками. Вона стояла в західному Долманівському форштаті фортеці. 1778 року козаків скасованого Доломанівського полку перевели в Роговський Стан. Разом з ними перевезли й церкву, яку встановили в західній частині станиці Олександрівської.
У 1876 році влада Ростова-на-Дону ухвалила рішення побудувати міську лікарню. Для будівництва корпусів лікарні було відведено ділянку між Великою Садовою вулицею, Пушкінською вулицею, Нахічеванським провулком і Ростово-Нахічеванською межею. Але через початок Російсько-турецької війни строк будівництва лікарні перенесли, а на відведеній території тимчасово розмістився госпіталь Червоного Хреста.
Наприкінці 1880-х років до планів будівництва лікарні знову повернулися. Архітектор Н. М. Соколов розробив проект лікарні, який передбачав будівництво лікарняної церкви. Урочиста церемонія закладання храму відбулася 18 травня 1890 року в присутності наказного отамана Війська Донського князя М. В. Святополк-Мирського. Заставний камінь освятив єпископ Катеринославський і Таганрозький Серапіон.
У процесі будівництва лікарні було запропоновано назвати її Миколаївською — в пам'ять про чудесне спасіння цесаревича Миколи Олександровича, на якого було здійснено замах в японському місті Оцу. Будівництво храму велося на кошти піклувальника лікарні, купця Платона Михайловича Троянкіна. Будівництво завершилось 1894 року. Храм освятили в ім'я Архангела Михаїла — спасителя від злих духів, які в християнстві вважалися джерелом хвороб. Церкву Архангела Михаїла була приписана до розташованого неподалік Покровського храму. Старостою церкви був Петро Єлпідіфорович Парамонов, син відомого київського купця Єлпідіфора Трохимовича Парамонова.
Церква Архангела Михаїла була побудована в неовізантійському стилі. В оформленні храму були елементи давньоруського зодчества. Основна частина храму була увінчана масивним куполом на високому барабані. По кутах четверика були встановлені чотири декоративні глави. Над входом у храм височіла двоярусна дзвіниця з шатром.
У 1923 році було прийнято рішення про закриття храму, однак він ще кілька років діяв. У 1930 році в Ростові утворено Медичний інститут, і йому передано будівлі колишньої Миколаївської лікарні. Будівлі інституту дуже постраждали в роки німецько-радянської війни. До кінця 1940-х років всі корпуси, за винятком церкви, відновлено. Колишня церква Архангела Михаїла деякий час стояла на території інституту, в ній розміщувався тир для студентів. Але до початку 1960-х років церкву було знесено. Зараз на її місці стоїть навчально-діагностичний корпус Ростовського державного медичного університету.